# (5343) Ryzhov
(5343) Ryzhov est un astéroïde de la ceinture principale.

## Description
(5343) Ryzhov est un astéroïde de la ceinture principale. Il fut découvert le 23 septembre 1977 à Naoutchnyï par Nikolaï Tchernykh. Il présente une orbite caractérisée par un demi-grand axe de 2,27 UA, une excentricité de 0,13 et une inclinaison de 8,3° par rapport à l'écliptique.

## Compléments